# Björbergshällan
Björbergshällan är ett naturreservat som omfattar berget med samma namn i Leksands kommun i Dalarnas län.
Området är naturskyddat sedan 2001 och är 134 hektar stort. Reservatet består av naturskog som växer i olika platser på branten och i väster finns våtmarker kring Älgmyran och Bergtjärnen.